# Anomalon chinense
Anomalon chinense là một loài tò vò trong họ Ichneumonidae.